# Franciszek Mączyński
Franciszek Mączyński (ur. 21 września 1874 w Wadowicach, zm. 28 kwietnia 1947 w Krakowie) – polski architekt tworzący m.in. w stylu secesji, konserwator zabytków.

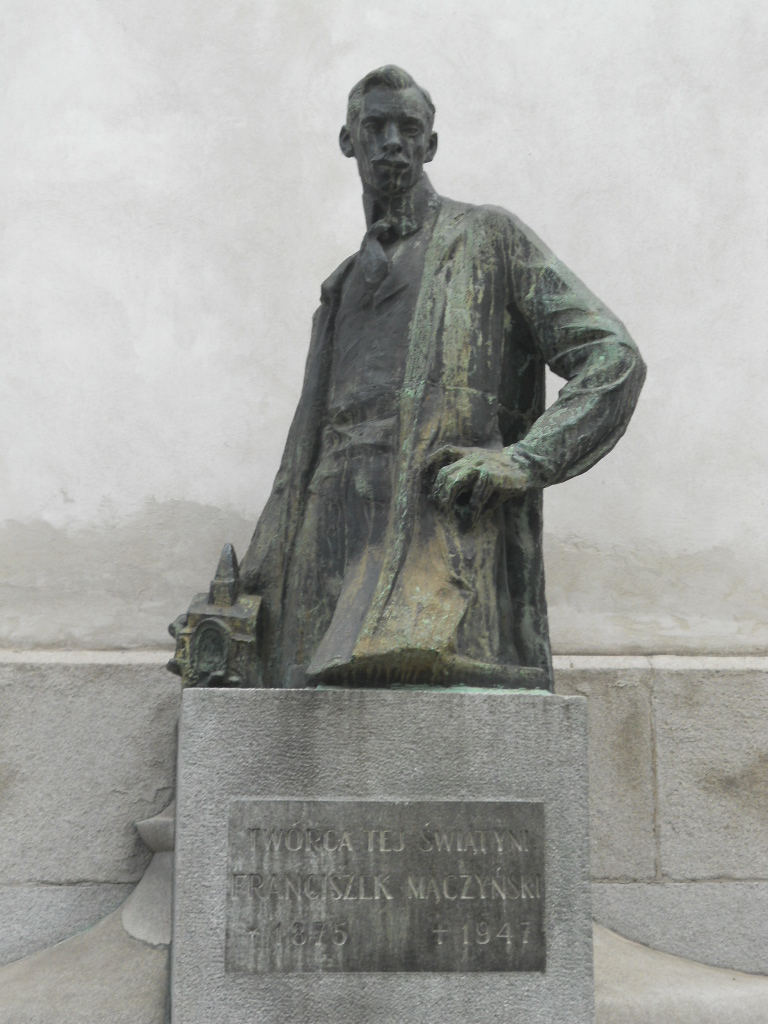
Pomnik Franciszka Mączyńskiego autorstwa Xawerego Dunikowskiego

## Życiorys
Studia podjął w 1888 roku na Wyższej Szkole Przemysłowej pod kierunkiem Sławomira Odrzywolskiego i zakończył je w roku 1892. W latach 1892–1894 i 1895–1896 był zatrudniony w pracowni Odrzywolskiego, a w latach 1897–1899 u Tadeusza Stryjeńskiego, z którym współpracował także w następnych latach. Na przełomie lat 1897 i 1898 wyjechał do Wiednia, gdzie zapoznał się z dorobkiem Otto Wagnera (czego świadectwem są rysunki w jego szkicowniku), a w 1899 roku przez semestr studiował w École des Beaux-Arts w Paryżu, odbył także szereg podróży po innych krajach europejskich. W latach 1902–1904 kontynuował studia w krakowskiej Akademii Sztuk Pięknych u Konstantego Laszczki. Był członkiem towarzystw: Stowarzyszenia Architektów RP, Towarzystwa „Polska Sztuka Stosowana” (1902), Towarzystwa Miłośników Historii i Zabytków Krakowa i Warsztatów Krakowskich (1919–1926).
Zmarł w Krakowie 28 kwietnia 1947 roku. Pochowany został na Cmentarzu Salwatorskim (sektor SC7-10-46).

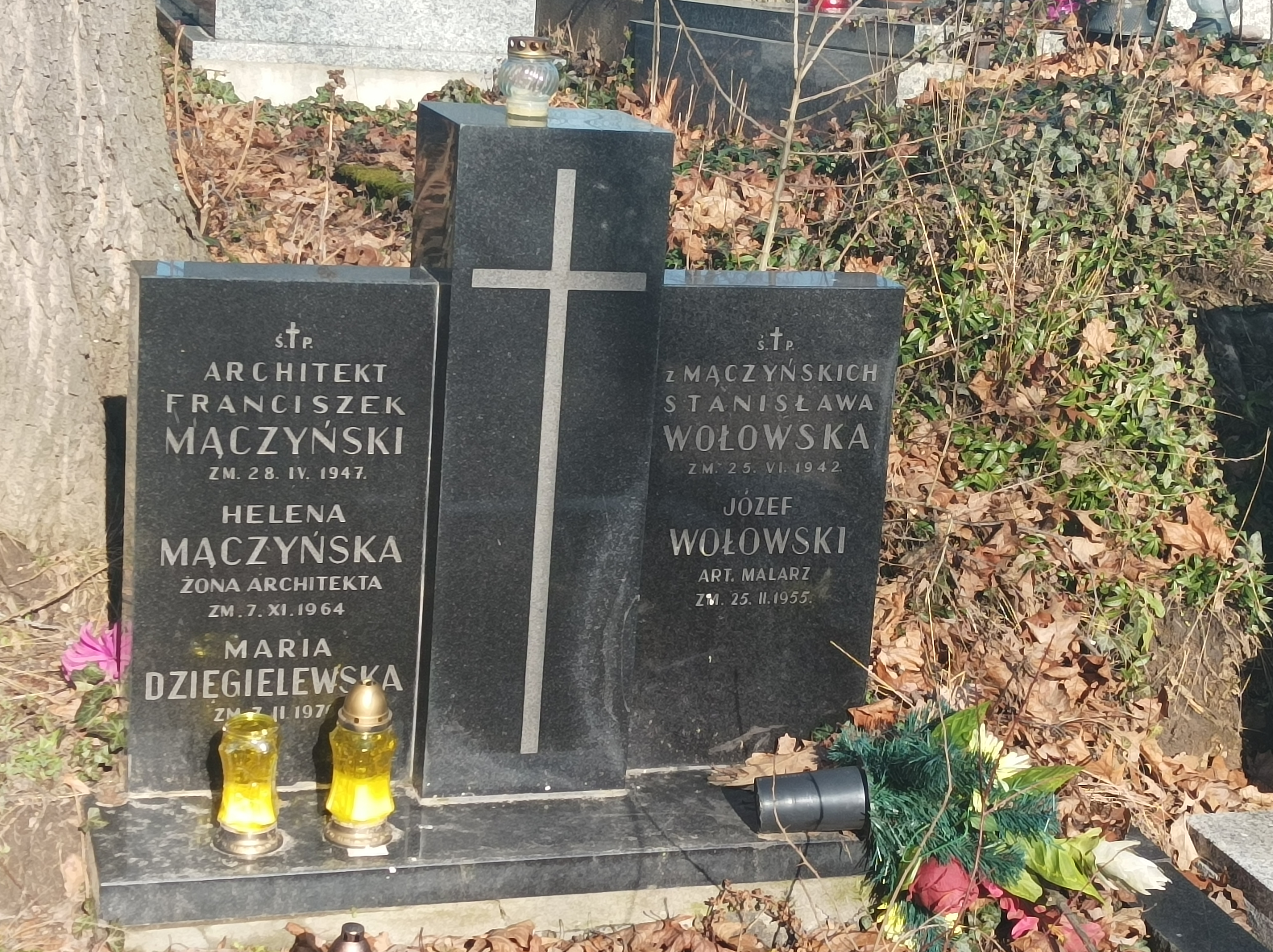
Grób Franciszka Mączyńskiego na cmentarzu Salwatorskim

## Działalność architektoniczna przed I wojną światową
Projekty Mączyńskiego sprzed I wojny światowej charakteryzują się własnym stylem, łączącym różne wpływy, takie jak historyzm, Art Nouveau, idea szczerości materiałowej (Materialgerechtigkeit) i malowniczość; do pewnego stopnia obecna jest także recepcja secesji wiedeńskiej i być może architektury Hendrika Petrusa Berlage.
Gmachy użyteczności publicznej i domy mieszkalne:
- Gmach Powiatowej Kasy Oszczędności Powiatu Krakowskiego w Krakowie (1897–1899, wraz z Tadeuszem Stryjeńskim)[9];
- Pałac Sztuki w Krakowie (1898–1901) – secesyjny gmach wzorowany na pierwszych, wczesnych projektach (z 1897 roku) Pawilonu Secesji; łączy klasyczną sylwetę z wiedeńską ornamentyką (motywy wawrzynu i masek)[10][11];
- Przebudowa gmachu Starego Teatru w Krakowie (1903–1906 wraz z Tadeuszem Stryjeńskim)[12];
- Dom Pod Globusem (1904–1905, wraz z Tadeuszem Stryjeńskim) – wzniesiony na rogu ulic Długiej i Basztowej dla Izby Przemysłowo-Handlowej, nawiązujący do dawnej architektury krakowskiej, a także podobny do giełdy w Amsterdamie[13];
- Pawilon Bazar Polski w Zakopanem (1908–1910) – nawiązujący do dzieł Otto Wagnera (pylonowy kształt narożników) i romanizmu (arkadki)[14];
- Willa doktora Różyckiego w Zakopanem (1909) – w stylu zakopiańskim[15];
- Budynek dawnej Lecznicy Związkowej w Krakowie przy ulicy Garncarskiej, obecnie Centrum Onkologii (1910, rozbudowa w latach 1929–30)[16];
- Projekty domów robotniczych na Wystawie Architektury i Wnętrz w Otoczeniu Ogrodowym w Krakowie w 1912 roku[17] – neowernakularne, o fasadach przypominających dzieła Hendrika Petrusa Berlage[18];
- Dom Vlastimila Hofmana w Krakowie (1921) – ostatnia, powojenna już realizacja w duchu wypracowanej wcześniej przez architekta stylistyki[19].

Kościoły i budynki sakralne:
- Kościół w Siedlcach (1901)[20];
- Kościół i klasztor Karmelitanek Bosych w Krakowie (1903–1905, wraz z Tadeuszem Stryjeńskim)[21];
- Kaplica zamkowa w Żywcu (1905, wraz z Tadeuszem Stryjeńskim)[22];
- Kościół w Grębowie (ok. 1906, wraz z Tadeuszem Stryjeńskim)[23];
- Kościół Najświętszego Serca Pana Jezusa w Krakowie (1907–1921) wraz z budynkami klasztornymi zakonu jezuitów przy ulicy Kopernika – łączący elementy modernistyczne (pylonowa masywność portalu w wieży) z eklektycznymi nawiązaniami do romanizmu (kamienne apsydy z małymi oknami, biforia i triforia), gotyku (strzelistość, sklepienia krzyżowo-żebrowe, maswerki) i baroku (hełmy krucht i wieży)[24]; przy tym kościele znajduje się pomnik autorstwa Xawerego Dunikowskiego z 1912 przedstawiający Franciszka Mączyńskiego;
- Katedra ormiańska we Lwowie (1908-1910)[25];
- Kościół w Białce Tatrzańskiej (1910)[26];
- Kościół w Poroninie (1917–1926)[27].

## Działalność architektoniczna po I wojnie światowej
Po pierwszej wojnie światowej twórczość Mączyńskiego odchodzi od secesji i historyzmu w kierunku modernizmu. W pierwszych powojennych projektach wprowadził elementy monumentalnego klasycyzmu, natomiast w latach 30. pojawiły się geometryczne moduły i prostsze plany budowli:
- Dom towarowy Bazar Polski w Krakowie – późniejszy Pałac Prasy (1920–21, wraz z Tadeuszem Stryjeńskim) – z monumentalnymi, klasycznymi elewacjami w wielkim porządku[29];
- Willa Wojciecha Weissa (1920–1922, wraz z Tadeuszem Stryjeńskim) – także nawiązująca do klasycyzmu[30];
- Kamienica przy ulicy Mikołajskiej 6 w Krakowie (1922–1924)[31];
- Kościół pw. Przemienienia Pańskiego w Brzeziu[32];
- Kościół Niepokalanego Poczęcia Najświętszej Maryi Panny w Krakowie (1930) z klasztorem karmelitów bosych przy ulicy Rakowickiej[33];
- Kościół i klasztor ojców Zgromadzenia Najświętszego Serca Jezusowego w Krakowie (1930–1931)[34];
- Kościół w Straszęcinie (1930–1950)[35];
- Kościół św. Szczepana w Krakowie (1933-1938)[36]
- Kamienica na rogu ulic Krakowskiej i Malczewskiego w Tarnowie (1931)[37];
- Kościół św. Kazimierza w Krakowie, na Grzegórzkach (1934–1941)[38];
- Dom Roznerów przy ul. Focha 25 w Krakowie (1936–1937)[39];
- Kościół w Solcu-Zdroju (1937–1939)[40].

Poza tym autor przebudów, takich jak np. wnętrz i oficyn Drukarni Związkowej w Krakowie (1929–1942), kościoła Najświętszej Marii Panny w Krynicy (1932–1935), czy kamienicy Woźniakowskich przy  ul. Basztowej w Krakowie (1934).
Jako konserwator brał udział w pracach w kościele Mariackim, kościele św. Floriana, przy renowacji krużganków franciszkanów w Krakowie.

## Odznaczenia
- Krzyż Oficerski Orderu Odrodzenia Polski (27 listopada 1929)[42],
- Złoty Wawrzyn Akademicki (7 listopada 1936)[43].

## Galeria

### Witraże

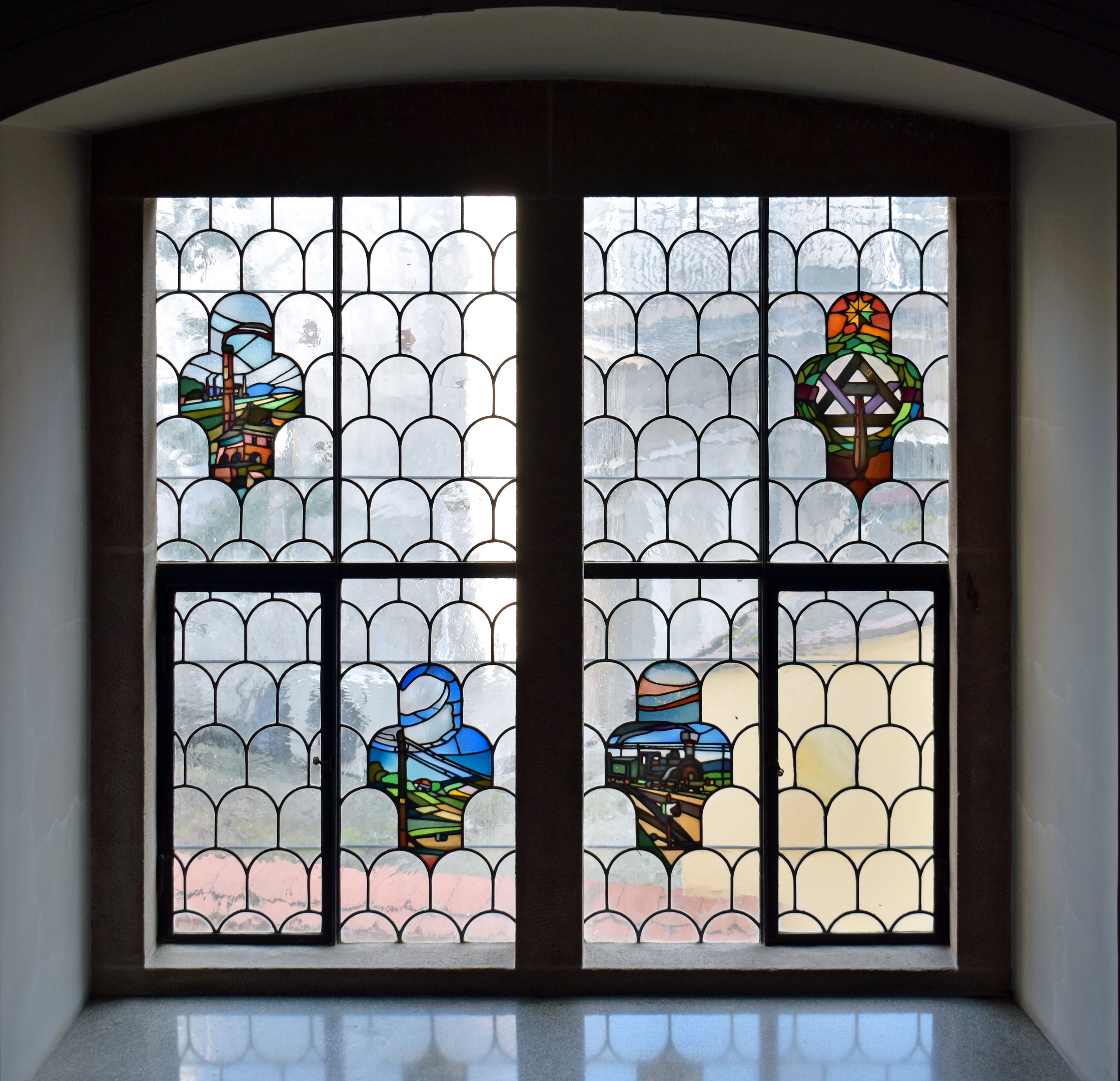
Kraków ul. Długa 1, Dom Pod Globusem, okno klatki schodowej (1904)
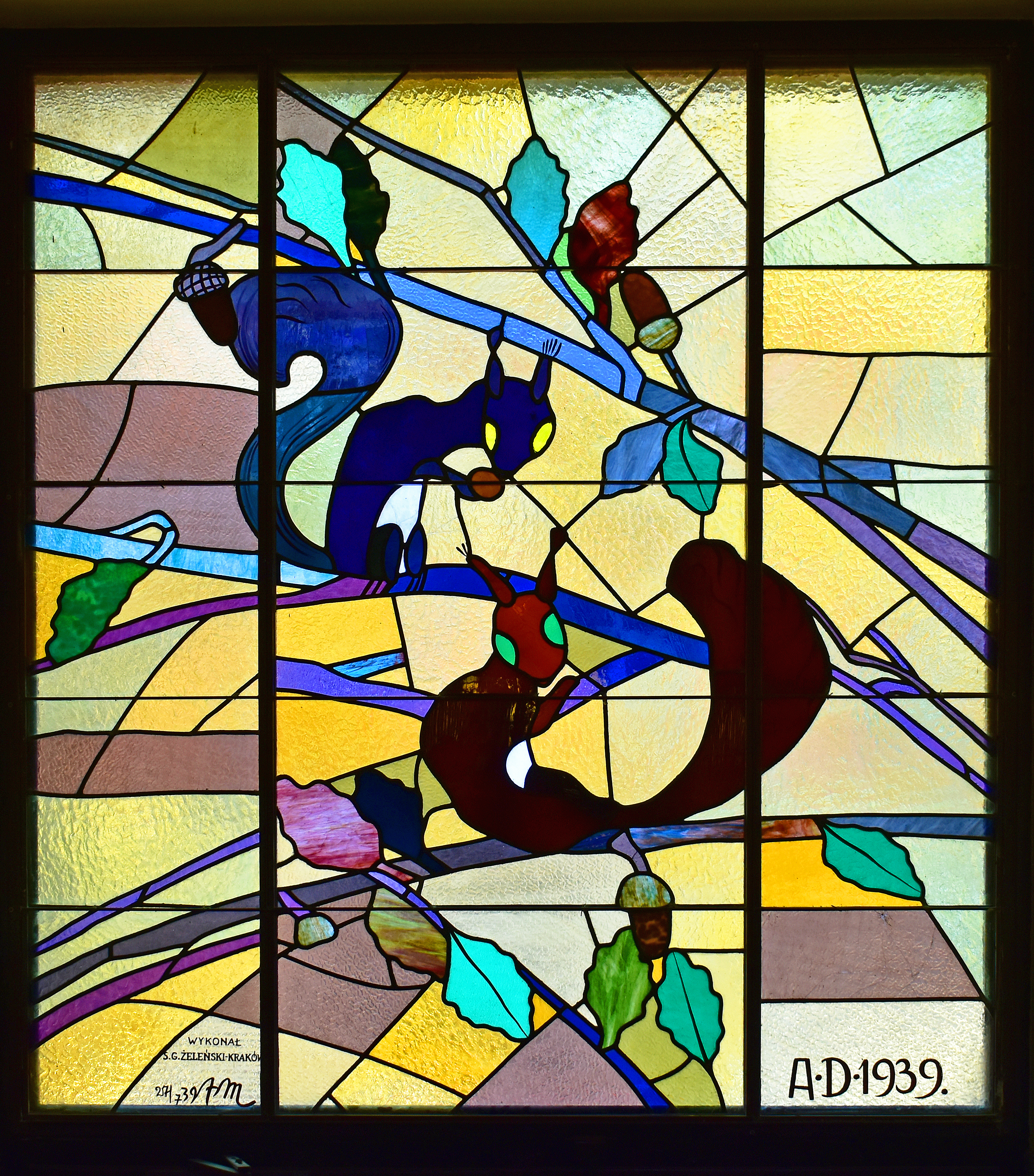
Kraków ul. Dunin-Wąsowicza 5, kamienica, nadświetle drzwi (1939)

### Architektura

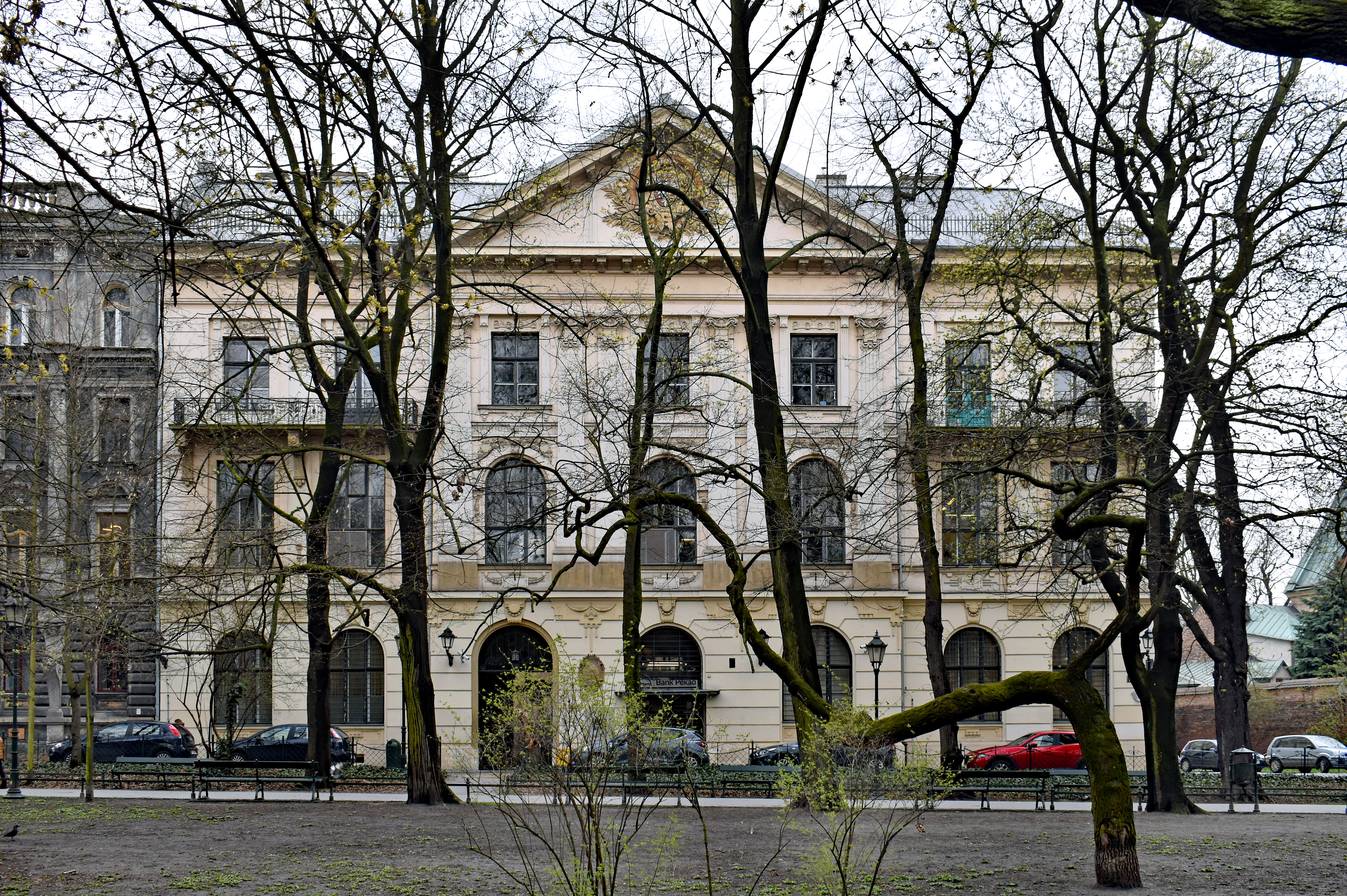
Gmach Powiatowej Kasy Oszczędności Powiatu Krakowskiego, Kraków,  ul. Pijarska 1
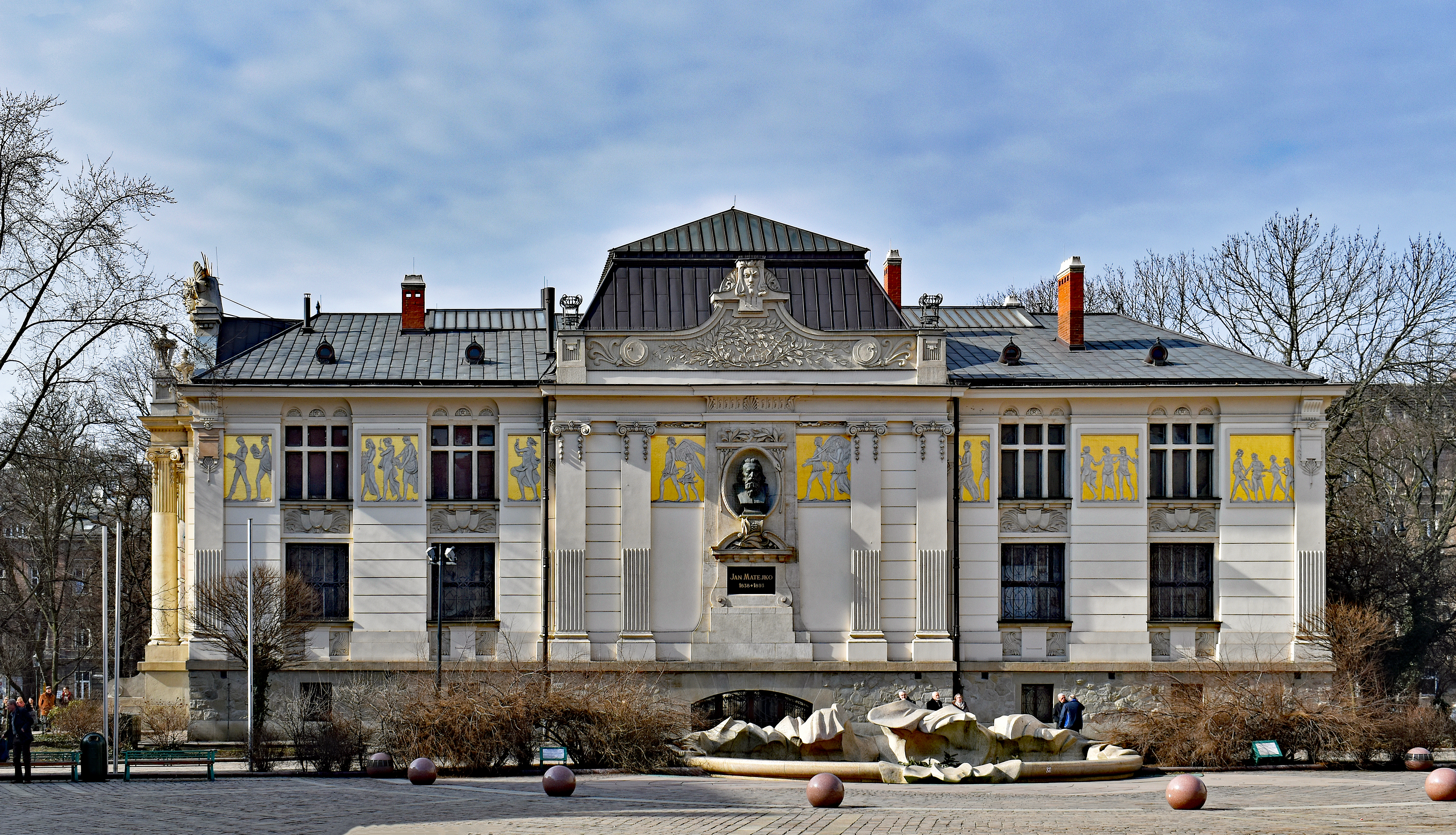
Pałac Sztuki, Kraków,  pl. Szczepański 4
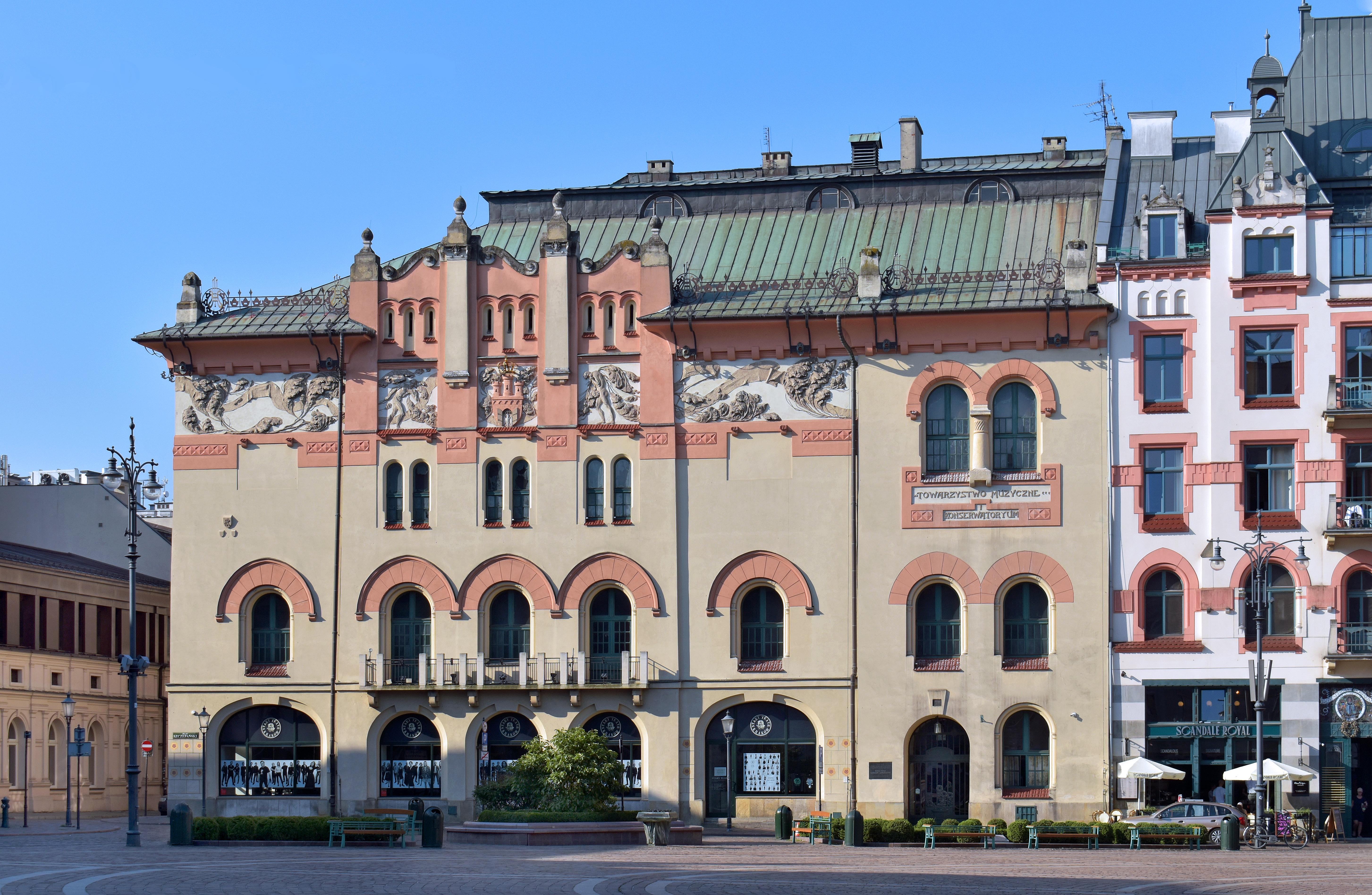
Stary Teatr, Kraków,  pl. Świętego Ducha 1
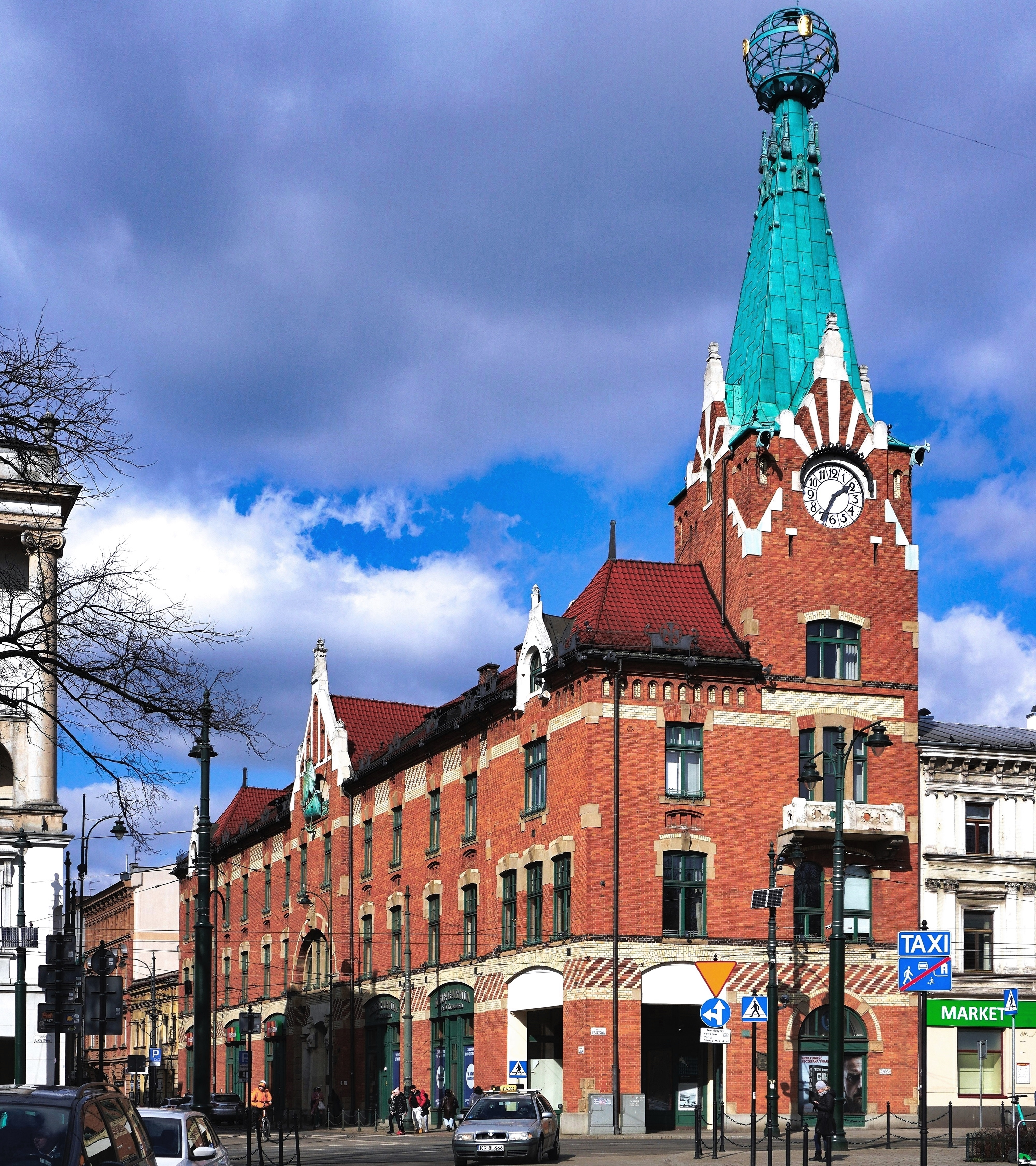
Dom Pod Globusem, Kraków,  ul. Długa 1
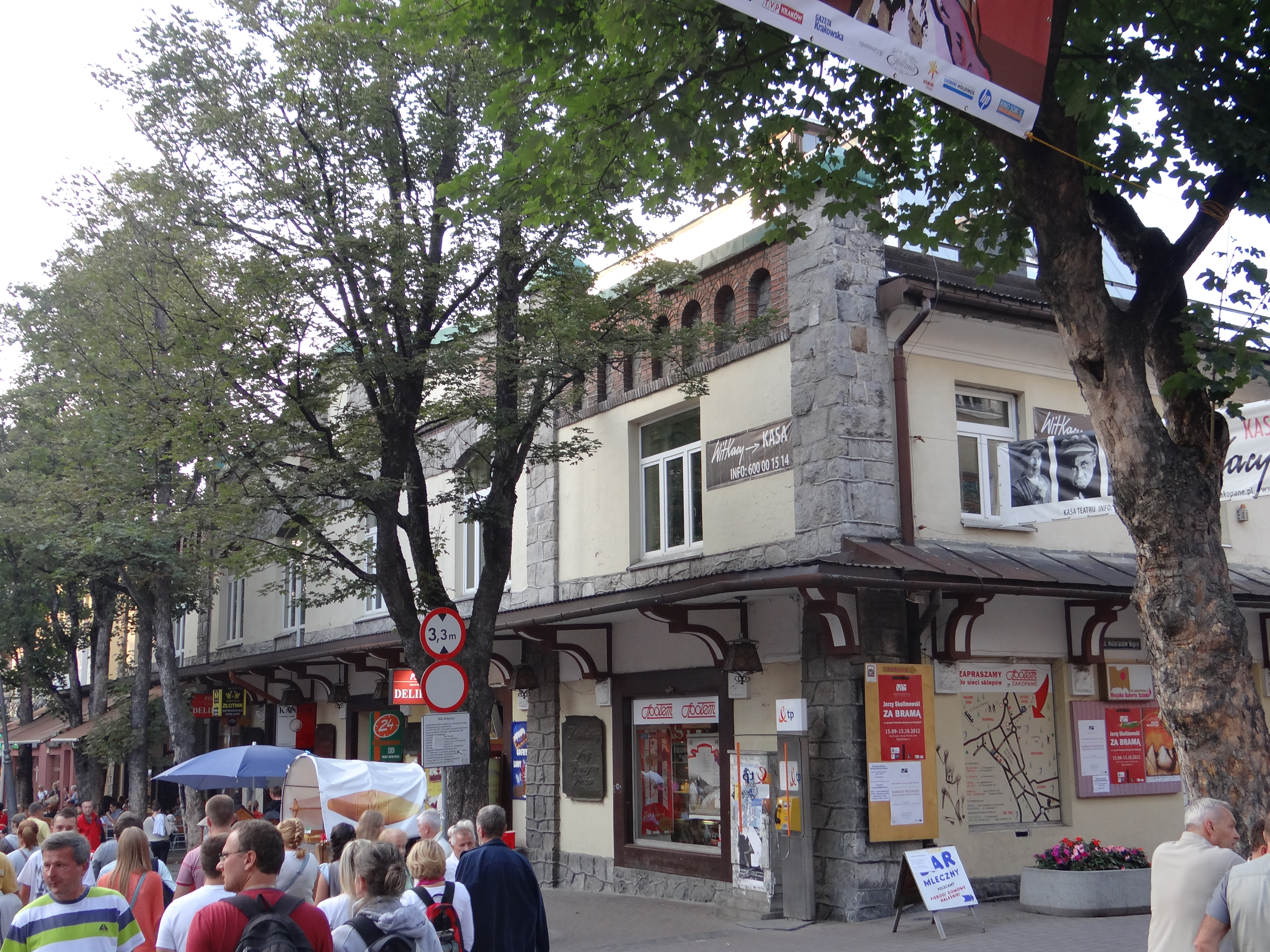
Pawilon Bazar Polski, Zakopane, ul. Krupówki 41
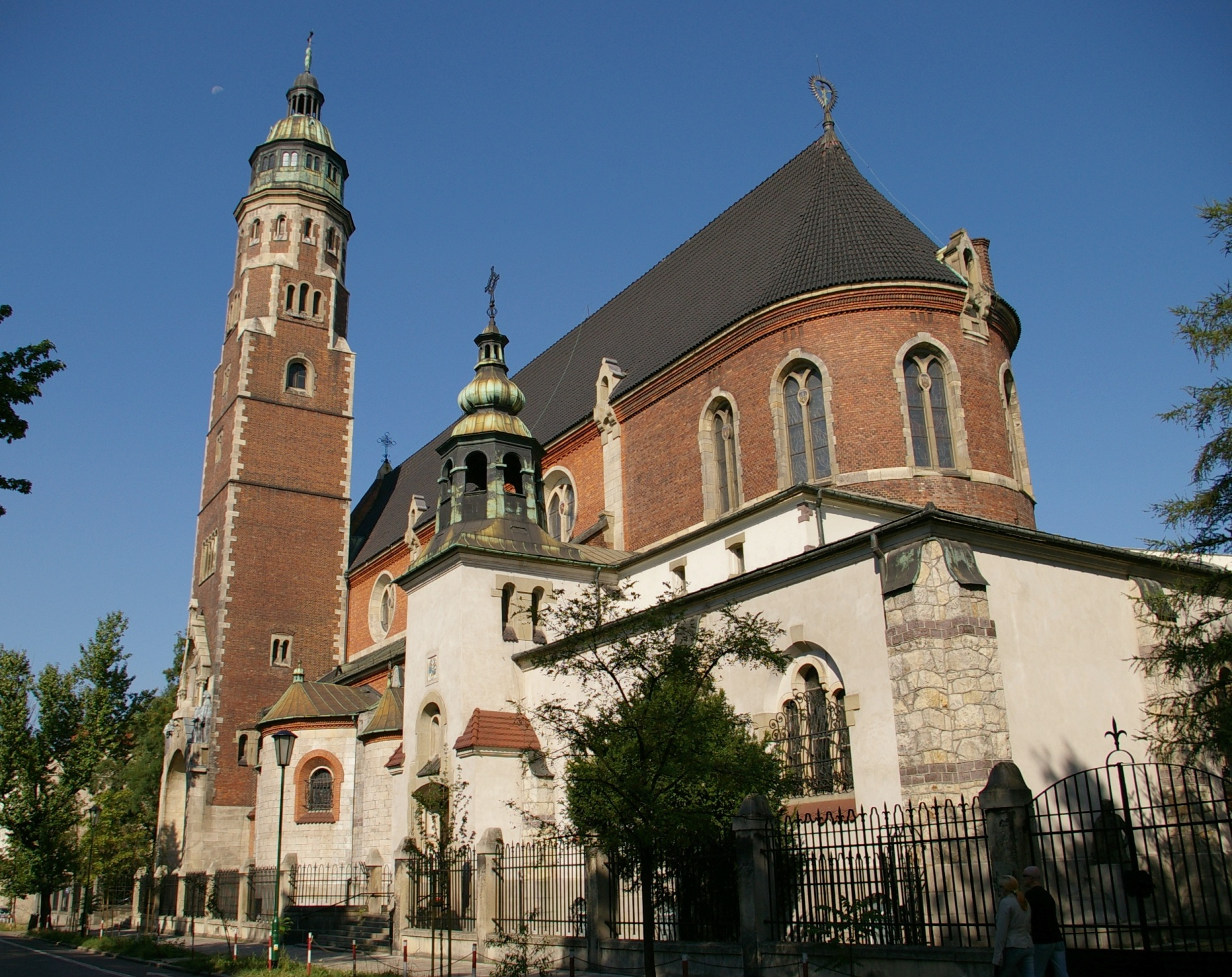
Kościół Najświętszego Serca Pana Jezusa, Kraków,  ul. Kopernika 26
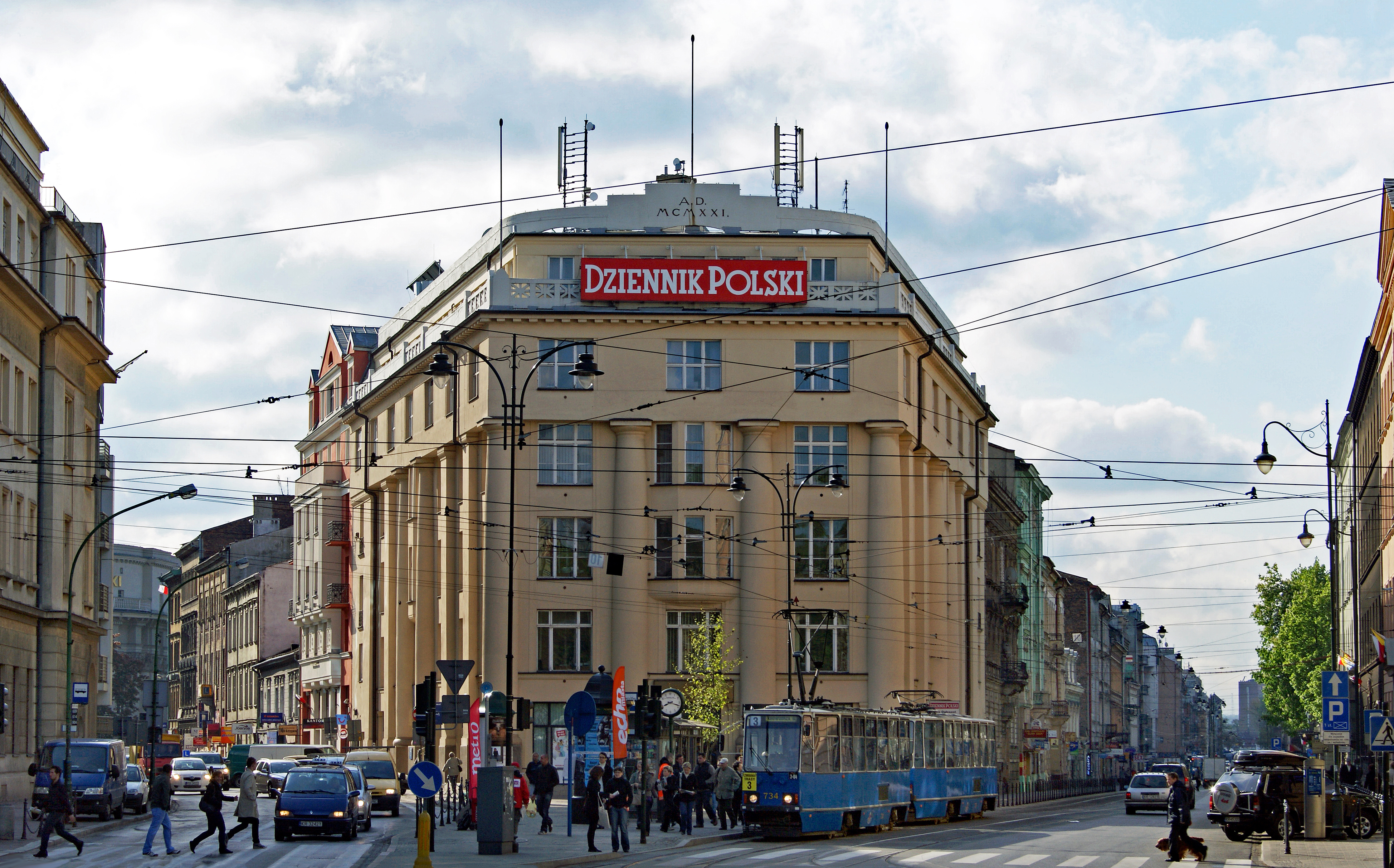
Pałac Prasy, Kraków,  ul. Wielopole 1
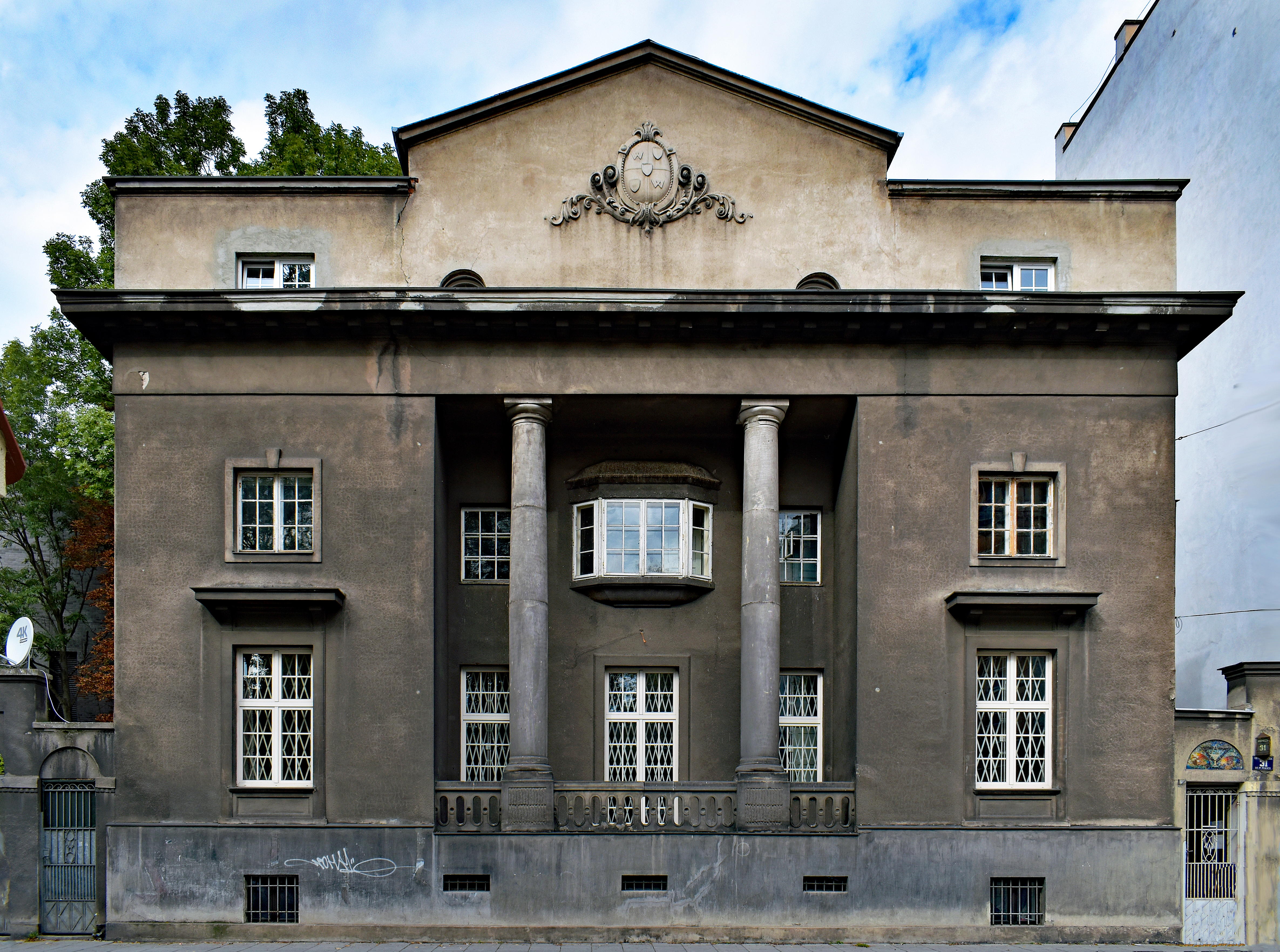
Willa Wojciecha Weissa, Kraków,  ul. Krupnicza 31
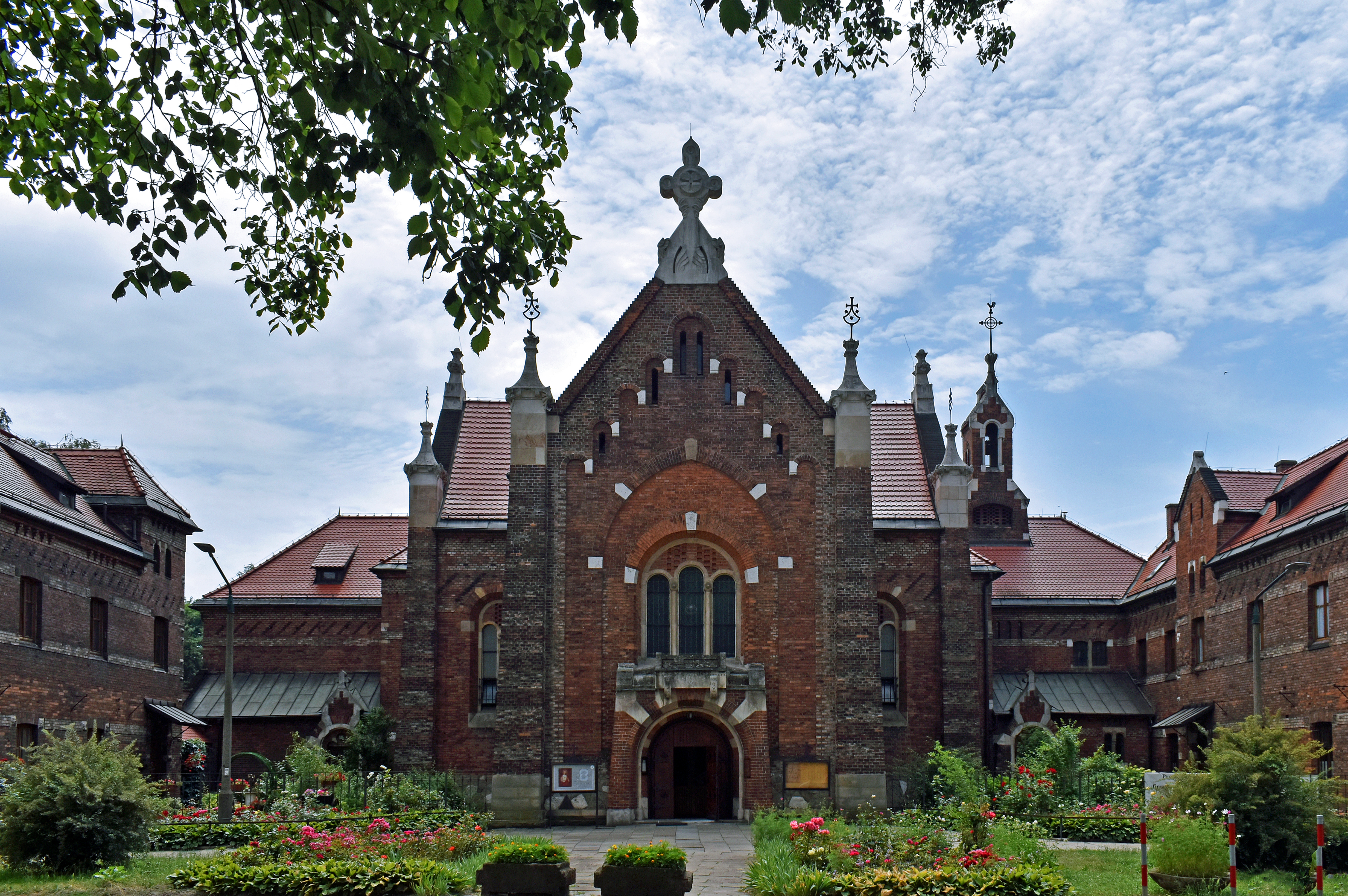
Kościół Opieki św. Józefa (karmelitanek), Kraków, ul. Łobzowska 40
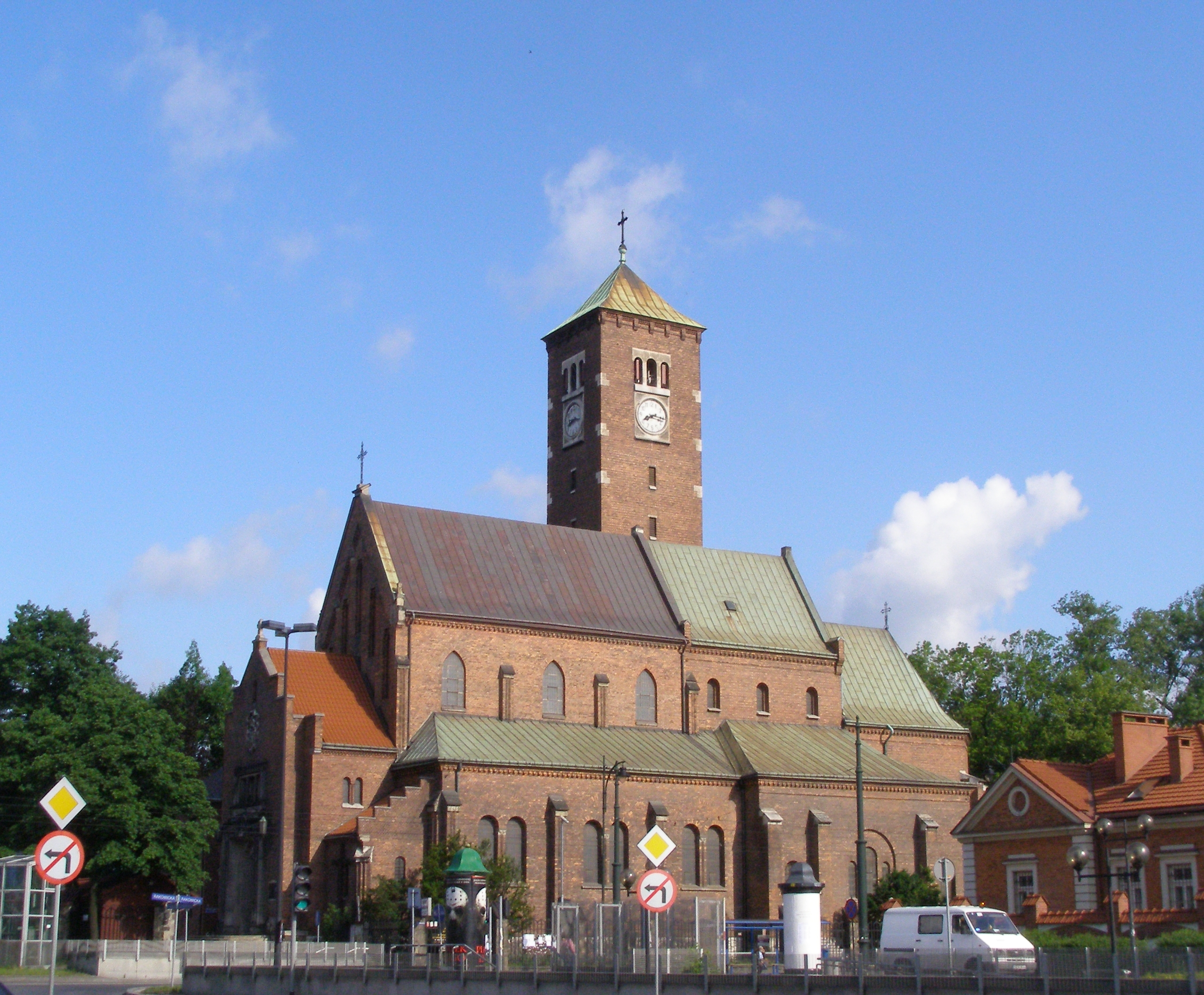
Kościół Niepokalanego Poczęcia Najświętszej Maryi Panny, Kraków,  ul. Rakowicka 18
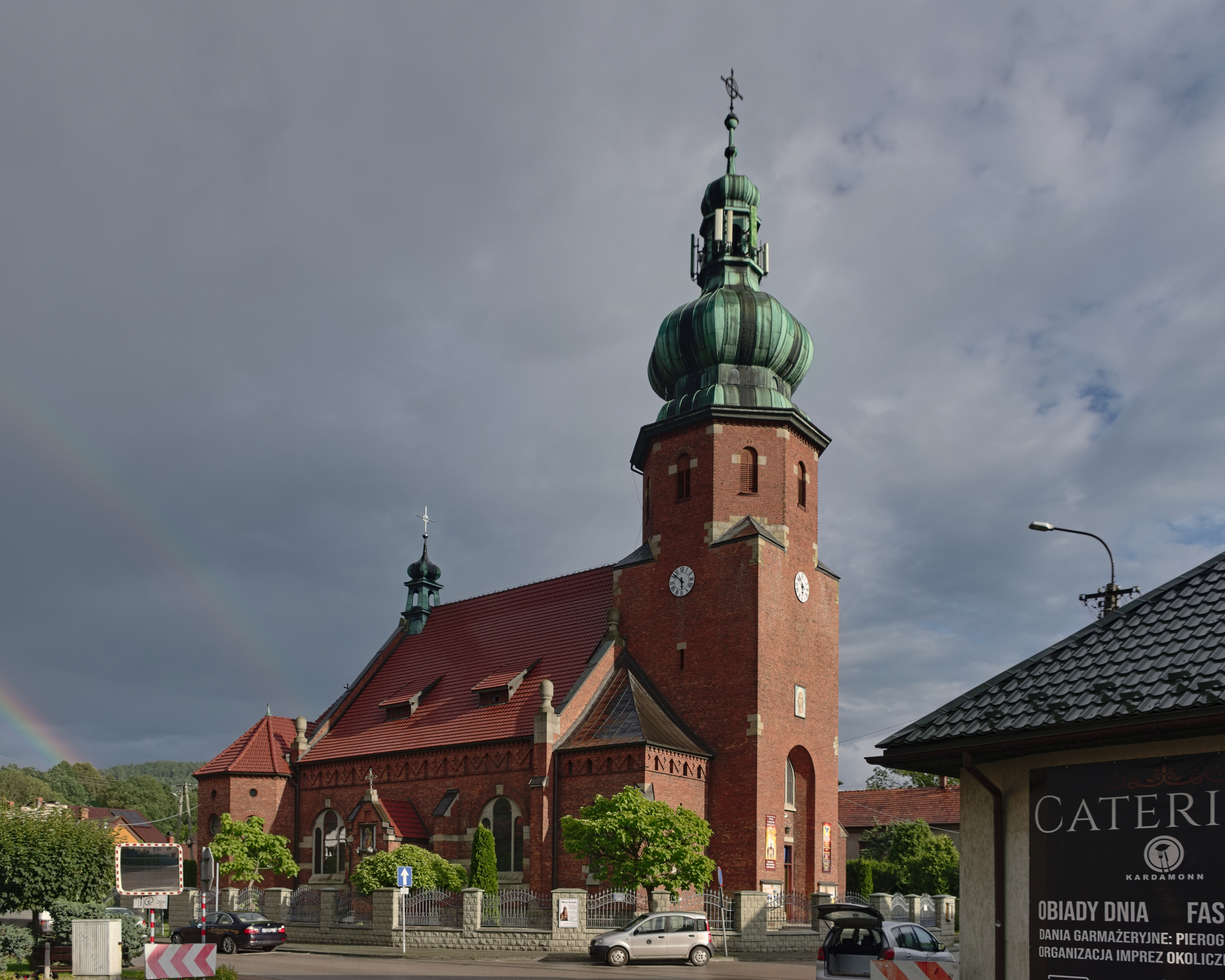
Kościół św. Jana Chrzciciela Zembrzyce
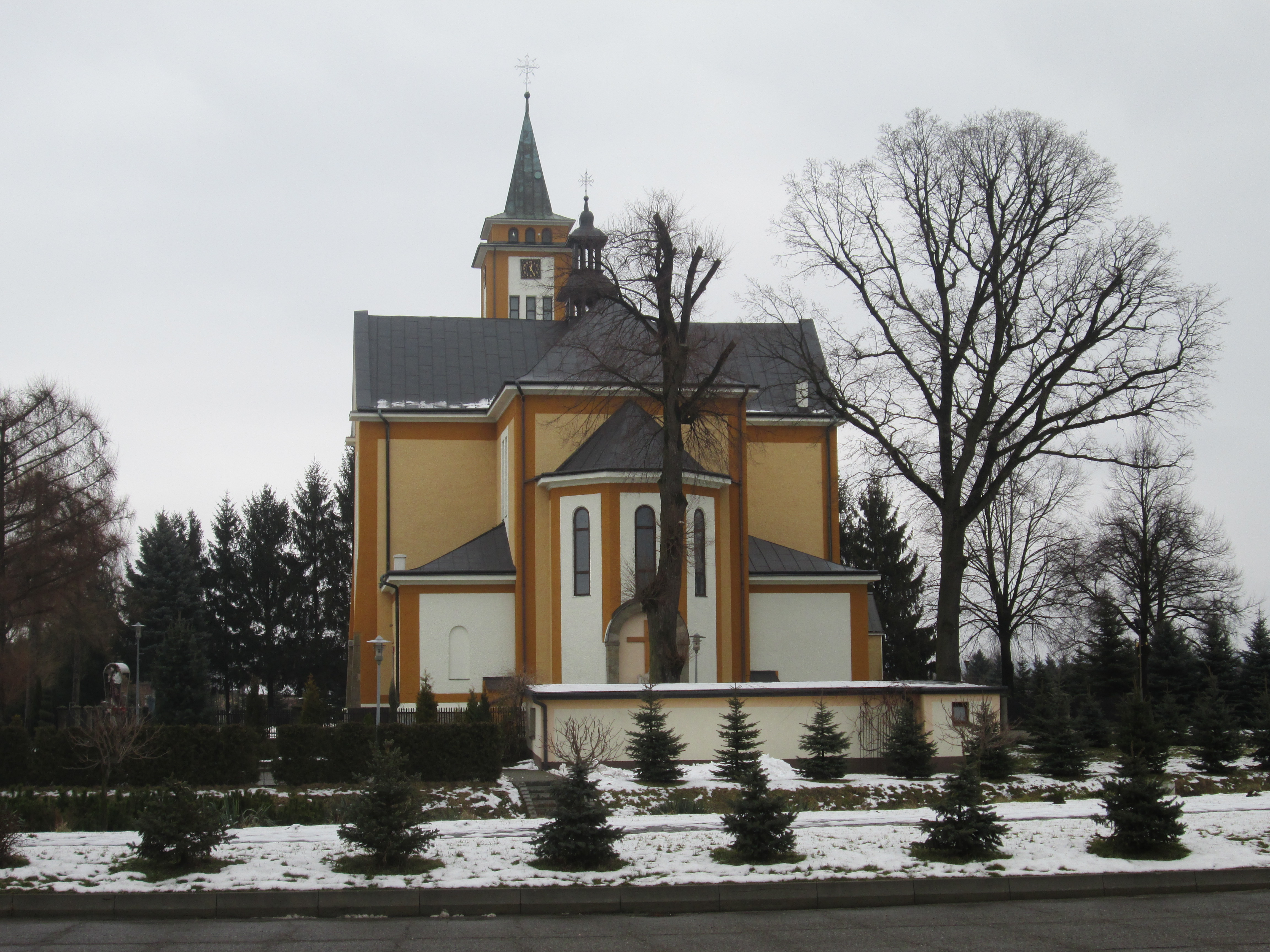
Kościół Wszystkich Świętych, Straszęcin 86
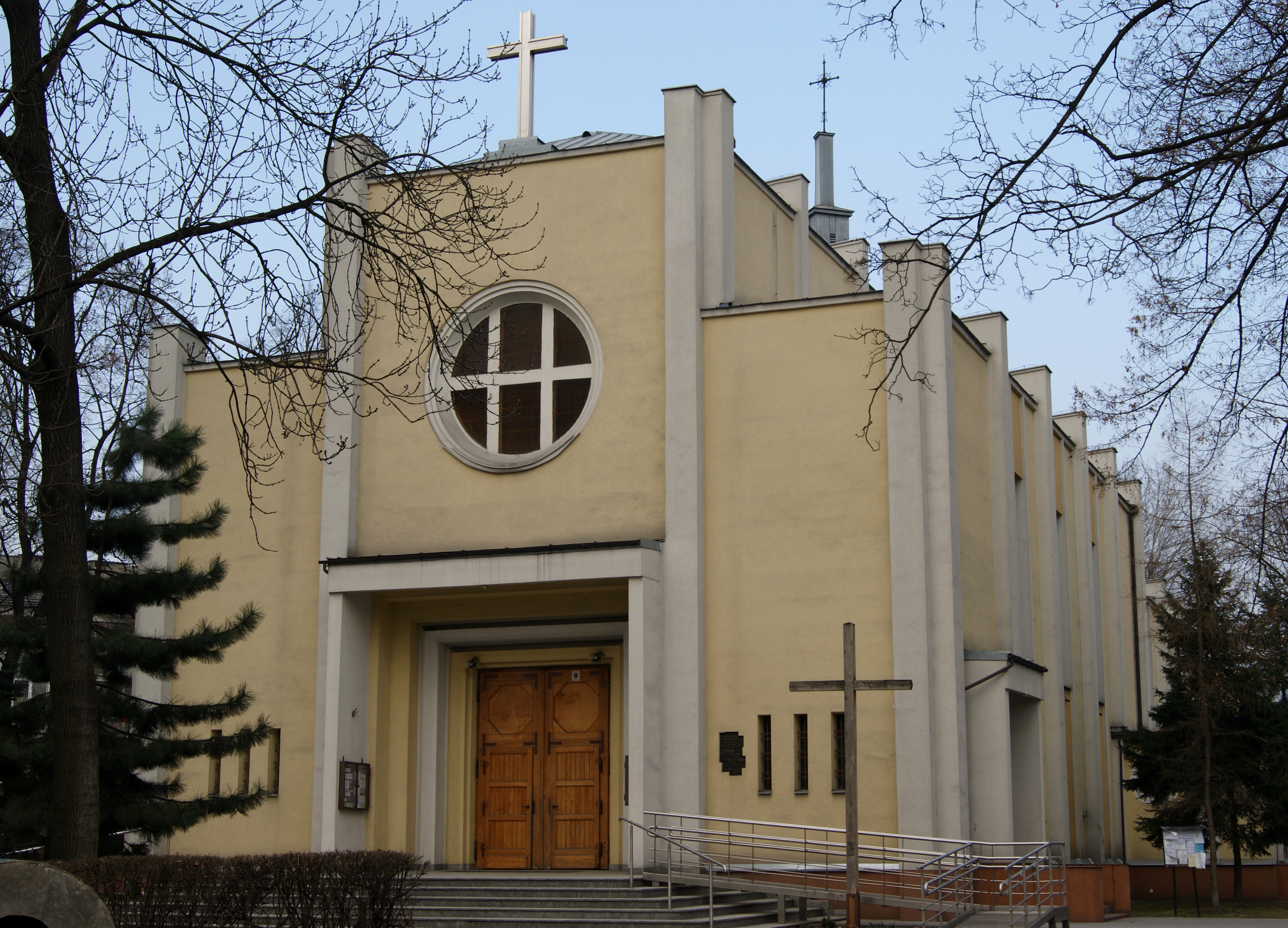
Kościół św. Kazimierza Kraków,  ul. Grzegórzecka 78
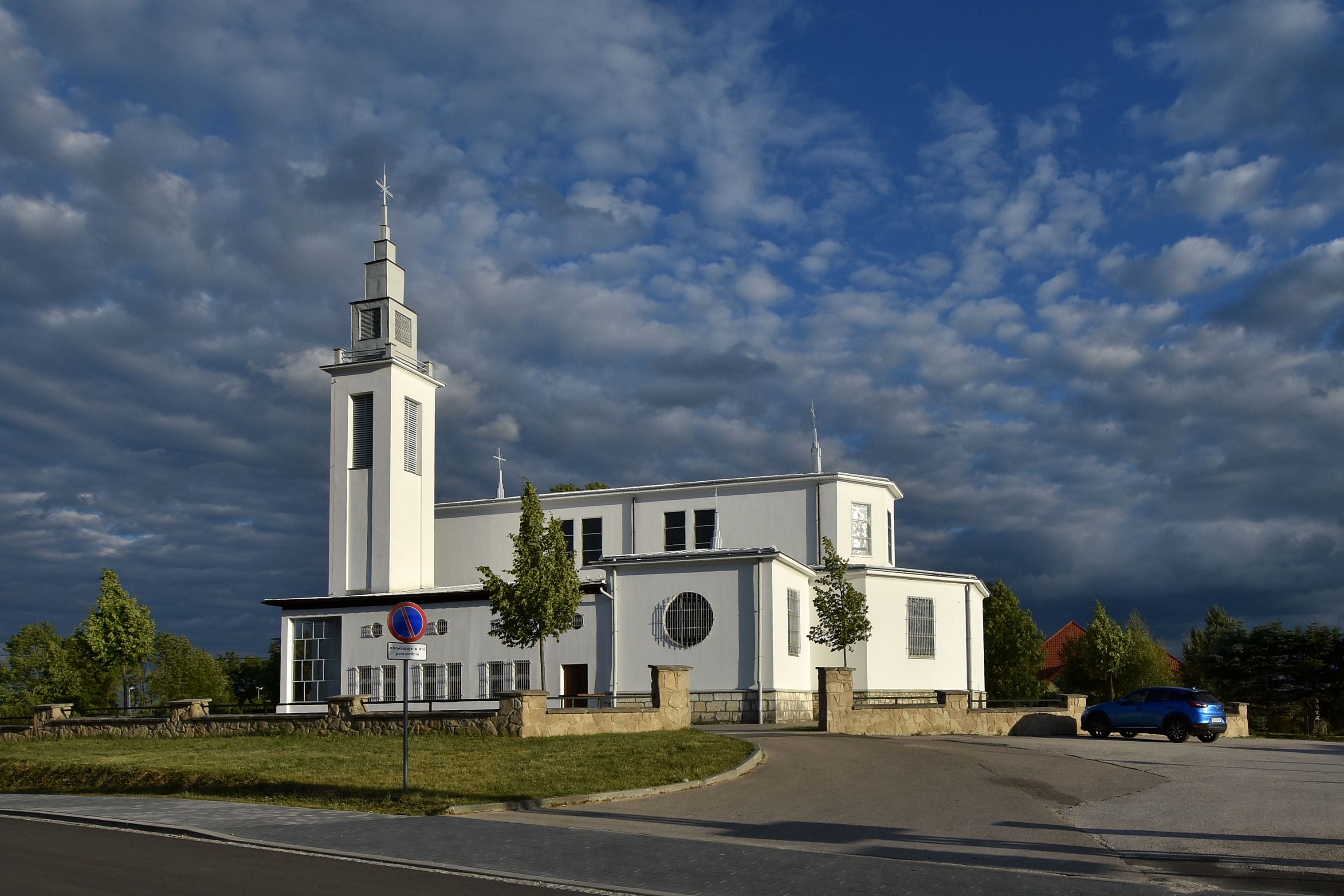
Kościół św. Mikołaja, Solec-Zdrój, ul. Kościelna 3
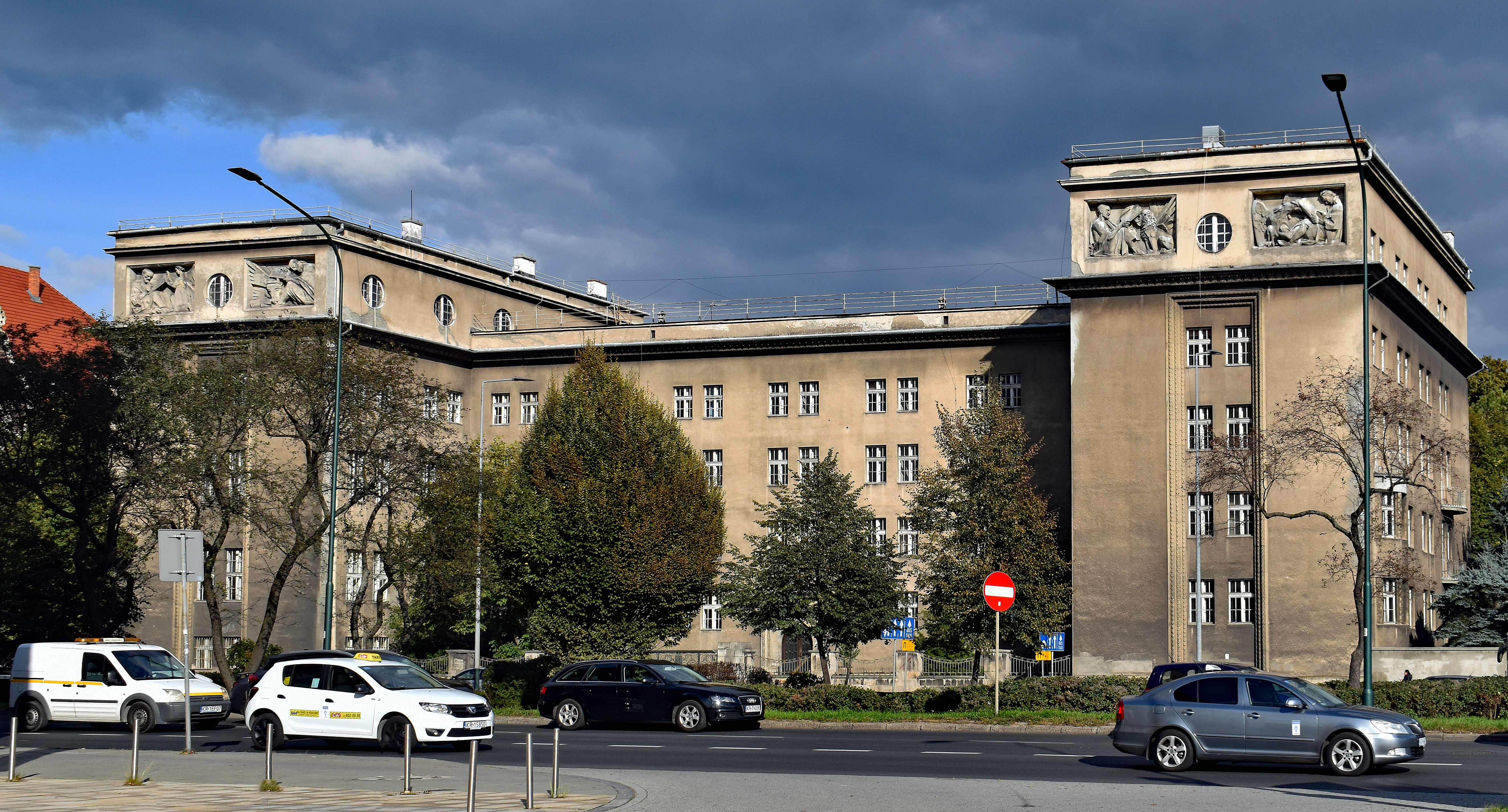
Budynek dawnego Seminarium Śląskiego Kraków,  al. Mickiewicza 3
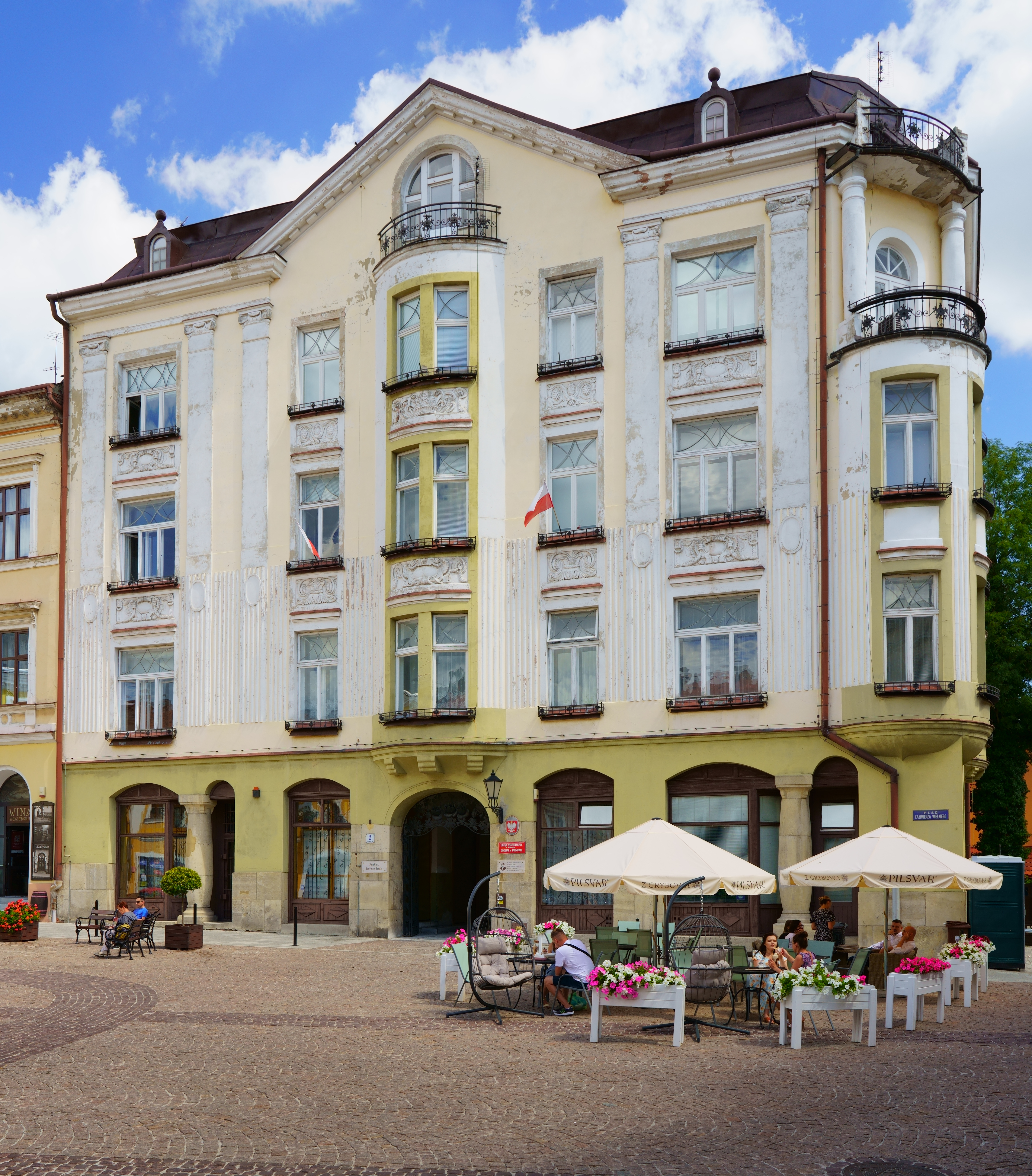
Kamienica Tadeusza Tertila Tarnów, pl. Kazimierza Wlk. 2
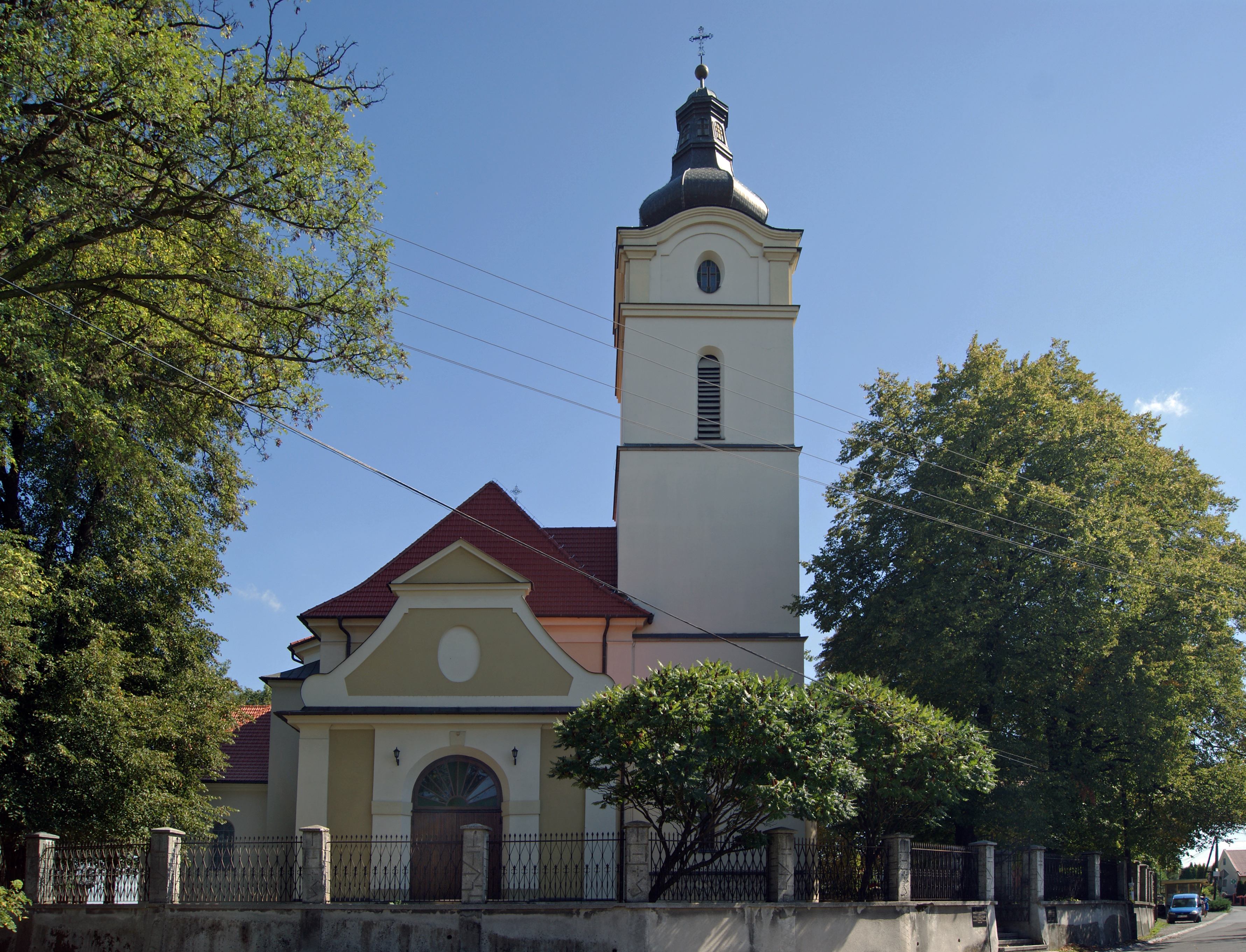
Kościół Przemienienia Pańskiego Brzezie
Dwór w Tokarni (rozbudowa 1907–1908)